# Enrique Riera Escudero
Enrique Riera Escudero (Assunção, Paraguai, 10 de fevereiro de 1959) é um político e advogado paraguaio, que desde 2018 é senador, substituindo Luis Alberto Castiglioni. Anteriormente, foi Prefeito Municipal da cidade de Assunção (capital do Paraguai) entre 2001 e 2006, e também foi Ministro da Educação e Cultura do Paraguai de 9 de maio de 2016 a 22 de janeiro de 2018.
Filho do político colorado Enrique Riera Figueredo, Riera estudou no San Jose College, em Assunção, e depois como intercambista do programa Youth for Understanding (YFU) na Kennedy Bloomington High School, no estado de Minnesota, Estados Unidos. Formou-se na Faculdade de Ciências Jurídicas e Diplomáticas da Universidade Católica de Assunção em 1982.
Riera foi presidente do Movimento da Juventude do Povo Colorado (Mopoco) entre 1983 e 1987.
Riera foi o primeiro vice-ministro da Juventude, entre 1994 e 1996, sob a presidência de Juan Carlos Wasmosy. Naquela época, o vice-ministro estava a cargo do Ministério da Educação e Cultura. Integrou o Grupo de Trabalho do Programa de Assessoria do Congresso Nacional (1993-1998) que apresentou anteprojetos de leis regulatórias.
Em 1998 foi eleito deputado, cargo do qual renunciou para concorrer à prefeitura da capital, cargo que ocupou entre 2001 e 2006. Durante sua gestão, o incêndio no supermercado Ycuá Bolaños ocorreu em 1º de agosto de 2004.
É docente nos cursos de pós-graduação do Mestrado em Governo e Gestão Pública na disciplina de Governo e Gestão Municipal, na American University (2002-2007).
Desde 2013, Riera faz parte do Conselho da Magistratura e como presidente desse órgão também fez parte do Júri de Julgamento de Magistrados. Em 2016 foi eleito pelo presidente Horacio Cartes como Ministro da Educação do Paraguai, em substituição a Marta Lafuente.
Riera foi empossado em sessão extraordinária como senador titular em substituição a Luis Alberto Castiglioni, com permissão para assumir o cargo de ministro das Relações Exteriores.